# Савельєвка (Тюльганський район)
Саве́льєвка (рос. Савельевка) — село у складі Тюльганського району Оренбурзької області, Росія.

## Населення
Населення — 10 осіб (2010; 25 у 2002).
Національний склад (станом на 2002 рік):
- татари — 36 %